# 아바스 키아로스타미
압버스 키어로스타미(페르시아어: عباس کیارستمی, Abbas Kiarostami, 1940년 6월 22일 ~ 2016년 7월 4일)는 이란의 영화 감독이자 각본가, 영화 프로듀서이다. 그의 유해는 이란 라바 산에 안장되어 있다.

## 이력
테헤란에서 태어나 테헤란 대학 예술학부에서 공부했다.
1970년부터 영화 감독의 길에 들어가, 현대 이란 영화를 대표하는 단편 영화와 다큐멘터리를 포함한 40편 이상의 작품을 감독했다. 1987년 《내 친구의 집은 어디인가》를 통해 주목을 받기 시작하였고 1997년에 《체리 향기》로 칸 영화제 황금종려상을, 1999년에 《바람이 우리를 데려다 주리라》로 베네치아 국제 영화제 심사위원대상 특별상을 수상했다. 최신작인 《사랑을 카피하다》 (2010년)와 《사랑에 빠진 것처럼》 (2012년)은 처음으로 이란이 아닌 이탈리아와 일본에서 제작되기도 하였다.
2005년에는 제10회 부산국제영화제의 심사위원장을 맡았다.

## 작품
- 《내 친구의 집은 어디인가》 (1987년)
- 《클로즈업》 (1990년)
- 《그리고 삶은 계속된다》 (1991년)
- 《올리브 나무 사이로》 (1994년)
- 《하얀 풍선》 (1995년, 자파르 파나히와 공동 제작)
- 《체리 향기》 (1997년)
- 《바람이 우리를 데려다 주리라》 (1999년)
- 《ABC 아프리카》 (2001년, 다큐멘터리)
- 《붉은 황금》 (2003년, 자파르 파나히와 공동 제작)
- 《그들 각자의 영화관》 (2007년) 단편 〈내 로미오는 어디에?〉
- 《쉬린》 (2008년)
- 《사랑을 카피하다》 (2010년)
- 《사랑에 빠진 것처럼》 (2012년)

## 수상
- 칸 영화제 황금종려상 (1997년)
- 베네치아 국제 영화제 심사위원대상 (1999년)
- 구로사와 아키라상 (2000년)
- 칸 영화제 황금카메라상 심사위원장 (2005년)
- 로카르노 영화제 명예 황금표범상 (2005년)
- 베네치아 국제 영화제 공로상 (2008년)
- 파리 대학 명예 박사 (2010년)